# Kevin Connolly
Kevin Connolly (Long Island, 5 marzo 1974) è un attore e regista statunitense.

## Biografia
Inizia la sua carriera giovanissimo, infatti a soli sei anni partecipa ad alcuni spot pubblicitari. Il suo debutto cinematografico avviene nel 1990 in Rocky V. In seguito recita in A Beverly Hills... signori si diventa e fa alcune ospitate in alcune serie tv come E.R. - Medici in prima linea. Verso la fine degli anni novanta diventa noto per il ruolo di Ryan Malloy nella sitcom E vissero infelici per sempre.
Nel 2002 affianca Denzel Washington, recitandovi assieme in John Q e venendo da lui diretto in Antwone Fisher. Nel 2003 dopo aver diretto alcuni episodi di E vissero infelici per sempre, dirige il cortometraggio Whatever We Do vede tra gli interpreti Robert Downey Jr. e Tim Roth, il corto è sceneggiato da Nick Cassavetes che nel 2004 gli affida un ruolo in Le pagine della nostra vita. Sempre nel 2004 fa parte del cast della serie tv Entourage, dove ricopre il ruolo di Eric Murphy, interpretato fino al 2011.
Nel 2007 dirige il suo primo lungometraggio, Gardener of Eden - Il giustiziere senza legge con Lukas Haas, Erika Christensen e Giovanni Ribisi, presentato al Tribeca Film Festival. Fa parte del cast corale di La verità è che non gli piaci abbastanza, uscito nel 2008.

## Filmografia

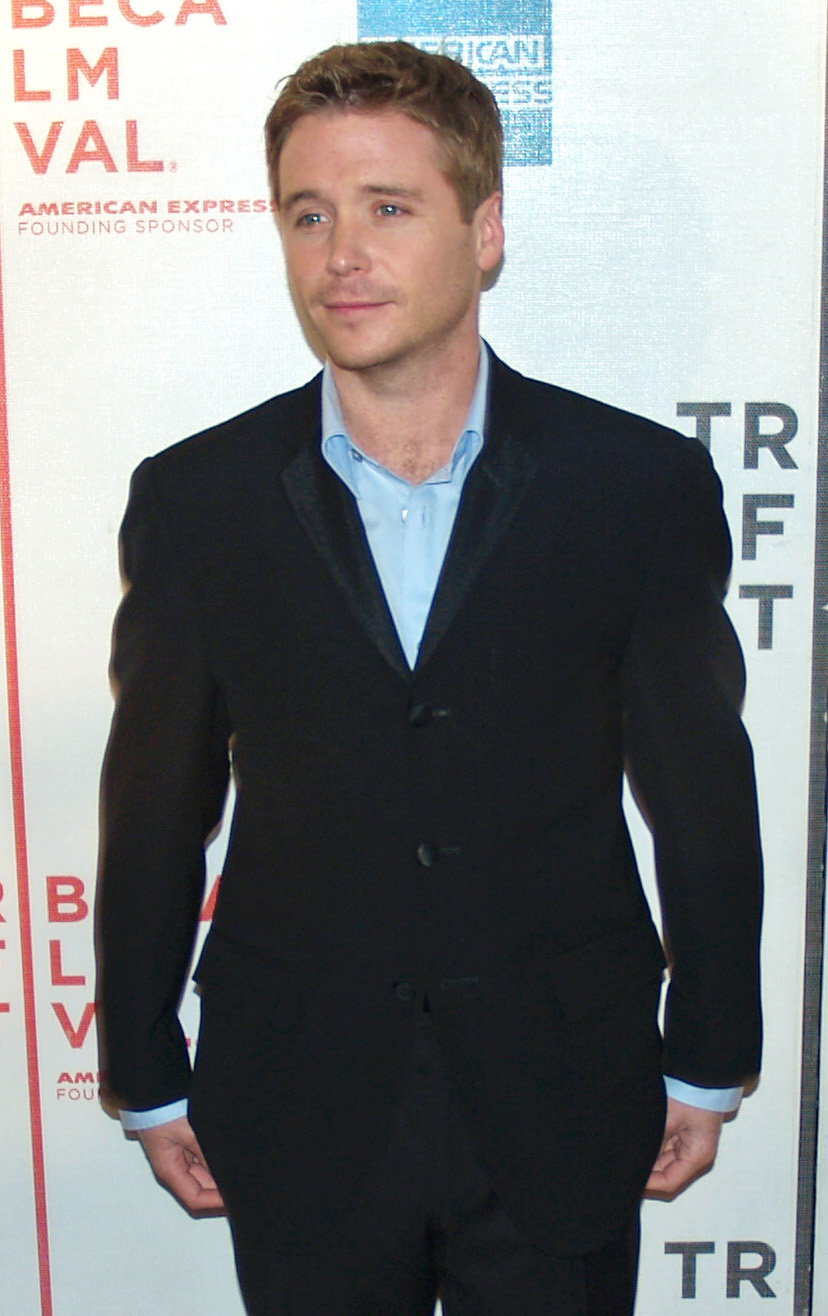
Kevin Connolly al Tribeca Film Festival 2007

### Attore

#### Cinema
- Rocky V, regia di John G. Avildsen (1990)
- Alan & Naomi, regia di Sterling Van Wagenen (1992)
- A Beverly Hills... signori si diventa (The Beverly Hillbillies), regia di Penelope Spheeris (1993)
- Angus, regia di Patrick Read Johnson (1995)
- Sub Down, regia di Gregg Champion (1997)
- Tyrone, regia di Erik Fleming e Chris Palzis (1999)
- Don's Plum, regia di R.D. Robb (2001)
- John Q, regia di Nick Cassavetes (2002)
- Antwone Fisher, regia di Denzel Washington (2002)
- Devious Beings, regia di Chris Mazzei (2002)
- Le pagine della nostra vita (The Notebook), regia di Nick Cassavetes (2004)
- La verità è che non gli piaci abbastanza (He's Just Not That Into You), regia di Ken Kwapis (2008)
- La dura verità (The Ugly Truth), regia di Robert Luketic (2009)
- Un anno da ricordare (Secretariat), regia di Randall Wallace (2010)
- Hotel Noir, regia di Sebastian Gutierrez (2012)
- Reach Me - La strada del successo (Reach Me), regia di John Herzfeld (2014)
- Entourage, regia di Doug Ellin (2015)
- Chick Fight - Le ragazze del ring (Chick Fight), regia di Paul Leyden (2020)

#### Televisione
- Great Scott! – serie TV, 13 episodi (1992)
- Wings – serie TV, 1 episodio (1993)
- Getting By – serie TV, 1 episodio (1993)
- E.R. - Medici in prima linea (ER) – serie TV, 1 episodio (1994)
- Locals – film TV (1994)
- E vissero infelici per sempre (Unhappily Ever After) - serie TV, 100 episodi (1995-1999)
- Papà, non so volare! (Up, Up, and Away) - film TV (2000)
- Sam's Circus - film TV (2001)
- First Years – serie TV, 5 episodi (2001)
- Entourage – serie TV, 96 episodi (2004-2011)
- I miei peggiori amici (Friends with Better Lives) – serie TV, 13 episodi (2014)
- Pitch – serie TV, 5 episodi (2016)

### Regista
- Whatever We Do (2003) - cortometraggio
- Gardener of Eden - Il giustiziere senza legge (Gardener of Eden) (2007)
- Dear Eleanor (2016)
- Gotti - Il primo padrino (Gotti) (2018)

### Produttore
- Consumed, regia di Daryl Wein (2015)
- Il diario dell'amore (The Book of Love), regia di Bill Purple (2016)

## Doppiatori italiani
Nelle versioni in italiano delle opere in cui ha recitato, Kevin Connolly è stato doppiato da:
- Francesco Pezzulli in E vissero infelici per sempre, La verità è che non gli piaci abbastanza
- Alessandro Quarta in Le pagine della nostra vita, Un anno da ricordare
- Monica Vulcano in Rocky V
- Fabrizio Vidale in A Beverly Hills... signori si diventa
- David Chevalier in John Q
- Marco Vivio in Antwone Fisher
- Dodo Versino in La dura verità
- Daniele Barcaroli in Entourage
- Francesco Mei in Reach Me - La strada per il successo
- Gabriele Sabatini in Entourage (film)